# 咪唑-4-酮-5-丙酸
咪唑-4-酮-5-丙酸（英語：Imidazol-4-one-5-propionic acid）是一种有机化合物，化学式为C6H8N2O3，它是组氨酸分解代谢的一个中间体。